# Tidjan Keita
Tidjan Keita (* 30. November 1996 in Paris) ist ein französisch-guineischer Basketballspieler.

## Werdegang
Keita, dessen beiden Schwestern und dessen Vater Ibrahima Basketball spielten, begann im Alter von acht Jahren in Fontenay-Trésigny mit der Sportart. Als Jugendlicher spielte er erst spät auf der Leistungsebene und legte zwischenzeitlich eine zweijährige Basketballpause ein. Er spielte für den Nachwuchs von Vereinen in Marne-la-Vallée sowie Ozoir-la-Ferrière und nahm zeitweise am Training des Viertligisten Coulommiers teil, ehe er 2015 an die Basketball-Akademie Cégep de Thetford nach Thetford Mines in die kanadische Provinz Québec wechselte. Ein bekannter Absolvent dieser Akademie ist Christopher Boucher.
Keita kam 2017 zu zwei Einsätzen für die Toronto Raptors in der NBA-Sommerliga, Mitte Oktober 2017 gab die NBA-Mannschaft Phoenix Suns während der Saisonvorbereitung seine Verpflichtung bekannt, am Folgetag wurde er wieder aus dem Aufgebot gestrichen. Er wurde Mitglied der Northern Arizona Suns in der NBA-G-League, Mitte Dezember 2017 wurde der Franzose aus dem Aufgebot gestrichen, kurz darauf wieder in die Mannschaft aufgenommen. Anfang Februar 2018 wurde Keitas Vertrag aufgelöst, er war in keinem Ligaspiel der NBA-G-League zum Einsatz gekommen.
Ab Mitte Dezember 2018 weilte er in der dritten französischen Liga (Nationale 1) beim Verein GET Vosges zum Probetraining und wurde auch in acht Ligaspielen (Mittelwerte: 2,6 Punkte und 2,8 Rebounds/Spiel) eingesetzt. Ende Januar 2019 endete sein Probetraining, Keita wurde nicht verpflichtet. Anfang Dezember 2019 ging er nach Deutschland zum Drittligisten BBC Coburg und lieferte beim BBC bis zum Ende der Saison 2019/20 in elf Einsätzen überzeugende Leistungen ab: Keita war mit 15,1 Punkten sowie 7,5 Rebounds je Begegnung bester beziehungsweise zweitbester Coburger Spieler in diesen Wertungen.
Keita wurde von der Mannschaft Guelph Nighthawks aus der kanadischen Liga Canadian Elite Basketball League (CEBL) für die Sommersaison 2020 verpflichtet, stand aber letztlich nicht im Aufgebot für die wegen der Covid-19-Pandemie in verkürzter Form ausgetragenen CEBL-Spielzeit. Vor der Saison 2020/21 war Keita erst beim französischen Drittligisten Stade de Vanves als Neuzugang im Gespräch, ehe er ein Angebot des deutschen Zweitligisten Kirchheim Knights annahm. In Kirchheim brachte es der Franzose in 28 Einsätzen während des Spieljahres 2020/21 auf Mittelwerte von 3,5 Punkten und 1,9 Rebounds je Begegnung.
Im Juli 2021 wurde Keita in Hinblick auf die Afrikameisterschaft 2021 in das erweiterte Aufgebot der Nationalmannschaft Guineas berufen. Anschließend nahm er im August 2021 an der Afrikameisterschaft in Ruanda teil. Der deutsche Drittligist Iserlohn Kangaroos nahm ihn während der Sommerpause 2021 unter Vertrag. Für Iserlohn erzielte er im Verlauf des Spieljahres 2021/22 im Durchschnitt 14,8 Punkte, 8,3 Rebounds, 1,9 Korbvorlagen und 1,6 geblockte Würfe je Begegnung. Hernach schloss er sich der Mannschaft Niagara River Lions aus der kanadischen CEBL an.
Mitte August 2022 gab der israelische Erstligist Hapoel Be'er Sheva B.C. Keitas Verpflichtung bekannt. Er spielte bis April 2023 für die Mannschaft. Mit Guinea bestritt Keita 2022 und 2023 WM-Qualifikationsspiele. Aufgrund eines Eingriffs am Knie musste Keita lange pausieren. Ende Januar 2024 erhielt er vom französischen Erstligisten ADA Blois einen Kurzzeitvertrag. Er bestritt ein Ligaspiel für die Mannschaft, im Februar 2024 endete das Arbeitsverhältnis. Im selben Monat wurde er vom Zweitligaverein Nantes Basket Hermine verpflichtet.
Zur Saison 2024/25 wechselte Keita innerhalb der zweiten französischen Liga zu Alliance Sport Alsace. Im August 2024 kam es noch vor dem Saisonauftakt zur Trennung, da die sportärztliche Untersuchung laut Vereinsmitteilung ergab, dass Keita zu diesem Zeitpunkt nicht über die körperlichen Gegebenheiten verfügte, um an der Saisonvorbereitung teilzunehmen. Mitte November 2024 wurde er vom spanischen Zweitligisten Grupo Ureta Tizona Burgos verpflichtet. 2025 nahm er mit Guineas Nationalmannschaft an der Afrikameisterschaft teil.